# オロモウツ - セニツェ・ナ・ハネー線
オロモウツ～セニツェ・ナ・ハネー線（チェコ語: Železniční trať Olomouc – Senice na Hané）は、チェコ国鉄の鉄道線の名称である。路線番号は309。本項では、同じく309号線として扱われているチェルヴェンカ - プロスチェヨフ線のセニツェ以南についても取り扱う。

## 歴史
1883年、オーストリア地方鉄道によって開業した。2019年以前の路線番号は275であった。

### 路線番号の変遷
- 2019年以前：
273　チェルヴェンカ - セニツェ・ナ・ハネー - プロスチェヨフ
275　オロモウツ - セニツェ・ナ・ハネー
- 2020 - 2024年度：
307　チェルヴェンカ - セニツェ・ナ・ハネー - プロスチェヨフ
309　オロモウツ - セニツェ・ナ・ハネー
- 2025年以降：
307　チェルヴェンカ - セニツェ・ナ・ハネー、リトヴェル - ムラデチ
309　オロモウツ - セニツェ・ナ・ハネー - プロスチェヨフ

## 運行形態
- オロモウツ - ドラハノヴィツェ ( - プロスチェヨフ)
全て各駅停車で、平日は1時間に1本、休日は2時間に1本の運行。うち、平日の半数程度はセニツェ止まりで、休日は大部分がプロスチェヨフまで直通する。
2024年度以前は、休日のほとんどがセニツェ以東の運行であった。

- チェルヴェンカ - セニツェ - プロスチェヨフ
平日は2-4時間に1本、休日は一日1往復の運行。セニツェ以北は307号線に直通する。
2024年度以前は、休日も2-4時間に1本運行していた。

## 駅一覧
以下では、チェコ国鉄309号線の駅と営業キロ、停車列車、接続路線などを一覧表で示す。なお、全て各駅停車である。
| 路線名 | 駅名                           | 駅間営業キロ | 累計営業キロ | 接続路線 | 所在地       | 所在地           |
| ------ | ------------------------------ | ------------ | ------------ | --- | ------------ | ---------------- |
| 309    | オロモウツ本駅                 | -            | -0.9         | 270号線（プラハ方面、オストラヴァ方面） 290号線（ウニチョフ方面） 301号線（ネザミスリツェ方面）、310号線（ブルンタール方面） | オロモウツ州 | オロモウツ郡     |
| 309    | オロモウツ・スメタナ公園駅     | 3.1          | 2.2          | | オロモウツ州 | オロモウツ郡     |
| 309    | オロモウツ・新通り駅           | 0.8          | 3.0          | | オロモウツ州 | オロモウツ郡     |
| 309    | オロモウツ町駅                 | 0.8          | 3.8          | | オロモウツ州 | オロモウツ郡     |
| 309    | オロモウツ・ヘイチーン駅       | 0.9          | 4.7          | | オロモウツ州 | オロモウツ郡     |
| 309    | オロモウツ・ルジェプチーン駅   | 2.0          | 6.7          | | オロモウツ州 | オロモウツ郡     |
| 309    | ホルカ・ナド・モラヴォウ駅     | 2.9          | 9.6          | | オロモウツ州 | オロモウツ郡     |
| 309    | スクルベニ駅                   | 2.1          | 11.7         | | オロモウツ州 | オロモウツ郡     |
| 309    | プルジーカズィ駅               | 2.1          | 13.8         | | オロモウツ州 | オロモウツ郡     |
| 309    | セニツェ・ナ・ハネー駅         | 4.2          | 18.0         | 307号線（チェルヴェンカ方面）                                                                                                | オロモウツ州 | オロモウツ郡     |
| 309    | ナームニェスチ・ナ・ハネー駅   | 3.6          | 21.6         | | オロモウツ州 | オロモウツ郡     |
| 309    | ドラハノヴィツェ駅             | 1.9          | 23.5         | | オロモウツ州 | オロモウツ郡     |
| 309    | スラチニツェ駅                 | 2.9          | 26.4         | | オロモウツ州 | オロモウツ郡     |
| 309    | トルジェブチーン駅             | 2.0          | 28.4         | | オロモウツ州 | オロモウツ郡     |
| 309    | カプレ駅                       | 2.7          | 31.1         | | オロモウツ州 | プロスチェヨフ郡 |
| 309    | チェレホヴィツェ・ナ・ハネー駅 | 2.7          | 33.8         | | オロモウツ州 | プロスチェヨフ郡 |
| 309    | コステレツ・ナ・ハネー駅       | 3.0          | 36.8         | 306号線（ヅベル方面） | オロモウツ州 | プロスチェヨフ郡 |
| 306    | プロスチェヨフ地方駅           | 4.7          | 41.5         | | オロモウツ州 | プロスチェヨフ郡 |
| 306    | プロスチェヨフ本駅             | 2.0          | 43.5         | 301号線（オロモウツ方面、ブルノ方面）                                                                                        | オロモウツ州 | プロスチェヨフ郡 |